# ابراهیم حجاج
ابراهیم حجاج (زادهٔ ۱۹۱۶ - درگذشت ۱۹۸۷) نویسنده، خواننده و موسیقی‌دان اهل مصر بود. او یکی از پرکارترین موسیقی‌دانان مصر در زمینهٔ ساخت موسیقی‌های بکار رفته در فیلم‌ها و سریال‌های مصری بوده‌است و در مصر بیشتر به همین عنوان شناخته می‌شود.